# پشمک (فیلم)
پشمک (انگلیسی: Cotton Candy) فیلمی به کارگردانی ران هاوارد است که در سال ۱۹۷۸ منتشر شد.